# U.S. National Championships 1906
Gli U.S. National Championships 1906 (conosciuti oggi come US Open) sono stati la 26ª edizione degli U.S. National Championships e quarta prova stagionale dello Slam per il 1906. I tornei maschili si sono disputati al Newport Casino di Newport, quelli femminili e il doppio misto al Philadelphia Cricket Club di Filadelfia, negli Stati Uniti.
Il singolare maschile è stato vinto dallo statunitense William Clothier, che si è imposto sul connazionale Beals Wright col punteggio di 6–3, 6–0, 6–4. Il singolare femminile è stato vinto dalla statunitense Helen Homans, che ha battuto in finale la connazionale Maud Barger-Wallach. Nel doppio maschile si sono imposti Holcombe Ward e Beals Wright. Nel doppio femminile hanno trionfato Ann Burdette Coe e Ethel Bliss Platt. Nel doppio misto la vittoria è andata a Sarah Coffin, in coppia con Edward Dewhurst.

## Seniors

### Singolare maschile
William Clothier ha battuto in finale  Beals Wright con il punteggio di 6–3, 6–0, 6–4.

### Singolare femminile
Helen Homans ha battuto in finale  Maud Barger-Wallach con il punteggio di 6–4, 6–3.

### Doppio maschile
Holcombe Ward /  Beals Wright hanno battuto in finale  Fred Alexander /  Harold Hackett con il punteggio di 6–3, 3–6, 6–3, 6–3.

### Doppio femminile
Ann Burdette Coe /  Ethel Bliss Platt hanno battuto in finale  Helen Homans /  Clover Boldt con il punteggio di 6–4, 6–4.

### Doppio misto
Sarah Coffin /  Edward Dewhurst hanno battuto in finale  Margaret Johnson /  J. B. Johnson con il punteggio di 6–3, 7–5.